# Dobretići
Dobratići è un comune della Federazione di Bosnia ed Erzegovina situato nel Cantone della Bosnia Centrale con 2.041 abitanti al censimento 2013.
È uno dei più piccoli comuni della Federazione ed è stato istituito in seguito agli Accordi di Dayton dalla separazione del comune di Skender Vakuf (oggi chiamata Kneževo).

## Località
Il comune è formato dall'insieme delle seguenti località:
Brnjići, Bunar, Davidovići, Dobretići, Donji Orašac, Gornji Orašac, Kričići-Jejići, Melina, Mijatovići, Milaševci, Pavlovići, Prisika, Slipčevići, Vitovlje Malo, Vukovići, Zapeće, Zasavica i Zubovići.